# Need blind
Need-blind – termin dotyczący uczelni amerykańskich. Określa on sposób przyjmowania studentów bez względu na to, czy mają oni możliwość opłacenia studiów. Jeśli student nie ma na to środków finansowych, szkoła pomaga mu w opłaceniu czesnego i pozostałych wydatków (akademik, wyżywienie, dodatkowe koszty, ubezpieczenie). 
Nie na każdej uczelni jednak status need-blind zapewnia pomoc wszystkim uczniom. 
Full-need blind lub 100% need blind oznacza, że dana uczelnia pokrywa koszty nauki wszystkich potrzebujących tego studentów.

## Uczelnieneed-blinddla obywateli amerykańskich
- Amherst College
- Beloit College
- Boston College
- Bowdoin College
- Brandeis University
- Brown University
- California Institute of Technology
- Claremont McKenna College
- College of the Holy Cross
- Columbia University
- Cornell University
- Cooper Union
- Dartmouth College
- Davidson College
- Denison University
- Duke University
- Emory University
- Georgetown University
- Grinnell College
- Harvard University
- Haverford College
- Knox College
- Massachusetts Institute of Technology
- Middlebury College
- Northwestern University
- Phillips Academy
- Pomona College
- Princeton University
- Rice University
- Roxbury Latin
- Stanford University
- Swarthmore College
- University of Chicago
- University of Miami
- University of Notre Dame
- University of Pennsylvania
- University of Richmond
- University of Rochester
- University of Southern California
- University of Virginia
- Vassar College
- Vanderbilt University
- Wake Forest University
- Wellesley College
- Wesleyan University
- Williams College
- Yale

## Uczelnieneed-blinddla studentów z zagranicy
- Harvard University
- Massachusetts Institute of Technology
- Princeton University
- Williams College
- Yale
- Amherst College
- Middlebury College
- European College of Liberal Arts (Berlin)